# Koncil slovenske glasbe
Koncil slovenske glasbe je oljna slika glasbenika, slikarja in pedagoga Saše Šantla, nastala leta 1936 v izmerah 5 m × 2,5 m in spada med najpomembnejša dela slovenske kulture. Visi v Dvorani Slavka 0sterca v stavbi Slovenske filharmonije.
Slika je nastala na pobudo Filharmonične družbe in Glasbene matice in je eno največjih figuralnih slikarskih del v Sloveniji. Po izboru Lucijana Marije Škerjanca je slikar ovekovečil 37 slovenskih skladateljev, ki so delovali do časa nastanka slike, od tega 4 pokojne, ki so upodobljeni kot stenski portreti oziroma kot kip (Primož Trubar, na omari, zaradi zaslug pri pripravi nabožnih pesmaric). Skladatelji so na sliki premišljeno razporejeni v krožke glede na prevladujočo svetovnonazorsko in glasbenoslogovno usmeritev, na kar nas opominjajo atributi: Prelovec kot urednik ureja gradivo v omari, skladatelji domoljubnih pesmi stojijo pod vencem s slovansko trobojnico, nabožni skladatelji pod sliko duhovnika Gregorja Riharja, v ospredju so ustanovitelji glasbenih revij Slovenska gerlica in Novi akordi, modernista stojita pri oknu ... Tudi sicer sliki ne manjka simbolike: stena in strop sta v slovanskih barvah (modra, bela, rdeča). Slikar, ki je hkrati skladatelj, stoji med priprtimi vrati (avtoportret).

## Osebe na sliki
Od leve proti desni si sledijo:
1. Marij Kogoj
2. Slavko Osterc
3. Primož Trubar (*kip)
4. Zorko Prelovec
5. Matija Bravničar
6. Lucijan Marija Škerjanc
7. Anton Schwab
8. Anton Lajovic
9. Miroslav Vilhar
10. Josip Pavčič
11. Jurij Flajšman
12. Jurij Mihevec
13. Gojmir Krek
14. Anton Hajdrih
15. Fran Serafin Vilhar
16. Janko Ravnik
17. Josip Kocijančič
18. Emil Adamič
19. Vasilij Mirk
20. Oskar Dev
21. Jakob Gallus
22. Hrabroslav Volarič
23. Davorin Jenko
24. Benjamin Ipavec
25. Matej Hubad
26. Gustav Ipavec
27. Saša Šantel
28. Viktor Parma
29. Anton Foerster
30. Hugolin Sattner
31. Ignacij Hladnik
32. Risto Savin
33. Franc Kimovec
34. Gregor Rihar
35. Matija Tomc
36. Stanko Premrl
37. Fran Gerbič